# Шибаева, Елена Алексеевна
Елена Алексеевна Шибаева (8 марта 1923, Владимир — 5 ноября 1999, Москва) — юрист, специалист по международному праву, включая вопросы права международных организаций; выпускница юридического факультета МГУ (1946); доктор юридических наук (1969) с диссертацией о юридической природе ООH, профессор на кафедре международного права юридического факультета МГУ (1972—1999); была награждена медалью «За победу над Германией» (1946).

## Биография
Елена Шибаева родилась 8 марта 1923 года во Владимире; вскоре после Второй мировой войны, в 1946 году, она окончила юридический факультет МГУ имени Ломоносова и поступила в аспирантуру. В 1953 году она защитила кандидатскую диссертацию на тему «Проблема права убежища в международном праве» — стала кандидатом юридических наук. В феврале 1954 года стала преподавателем юридического факультета МГУ, последовательно занимая должности младшего научного сотрудника, ассистента, старшего преподавателя и доцента — работала в МГУ до своей смерти.
В 1970 году Шибаева успешно защитила докторскую диссертацию по теме «Юридическая природа и правовое положение специализированных учреждений ООН» — стала доктором юридических наук. Спустя два года она заняла позицию профессора на кафедре международного права; читала студентам МГУ курс лекций по международному праву, а также — специальный курс по праву международных организаций. Скончалась в Москве 5 ноября 1999 года.

## Работы
Елена Шибаева специализировалась на международном праве, включая правовые вопросы, связанные с деятельностью международных организаций. Она являлась автором и соавтором более сотни научных работ:
- «Правовой статус межправительственных организаций» (1972)
- «Право международных организаций: вопросы теории» (1986)
- «Правовые вопросы структуры и деятельности международных организаций» (соавт., 1980).